# Opper-Hessen
Opper-Hessen (Duits: Oberhessen) is een landschapsbenaming voor een gebied in het midden van de bondsstaat Hessen. Het begrip Opper-Hessen heeft meerdere betekenissen. Oorspronkelijk was het de benaming voor een gebied van het voormalige landgraafschap Hessen. In 1567 werd Opper-Hessen verdeeld tussen het landgraafschap Hessen-Darmstadt en het landgraafschap Hessen-Kassel. 
Na de territoriale veranderingen van het congres van Wenen in 1815 werd het gebied verdeeld tussen het groothertogdom Hessen en het keurvorstendom Hessen. Beide staten hadden een provincie die Opper-Hessen heette. Het Groothertogdom Hessen bestond uit twee niet aangrenzende gebieden waarvan het noordelijke deel Opper-Hessen heette. De twee zuidelijke aan elkaar grenzende provincies waren Rijn-Hessen en Starkenburg. Toen de Noord-Duitse Bond tot stand kwam in 1866 behoorden de Keur-Hessissche provincie als de Opper-Hessen provincie van het Groothertogdom hiertoe, de twee andere provincies evenwel niet. 
Bij de oprichting van Groot-Hessen in 1945 werden de grenzen tussen beide gebieden opgeheven en hersteld zoals ze voor 1567 waren, zodat het begrip Opper-Hessen tegenwoordig het gebieden ten noordoosten van het Rijn-Maingebied is. De natuurlijke grenzen zijn de Kinzig in het zuiden, de Fulda in het oosten, de Lahn in het noorden en de Dill in het westen. In Opper-Hessen liggen het Natuurpark Lahn-Dill-Bergland, het Natuurpark Hoher Vogelsberg, het Cultuurlandschap Wetterau en de stadsregio rond Marburg en Gießen. 

## Geschiedenis

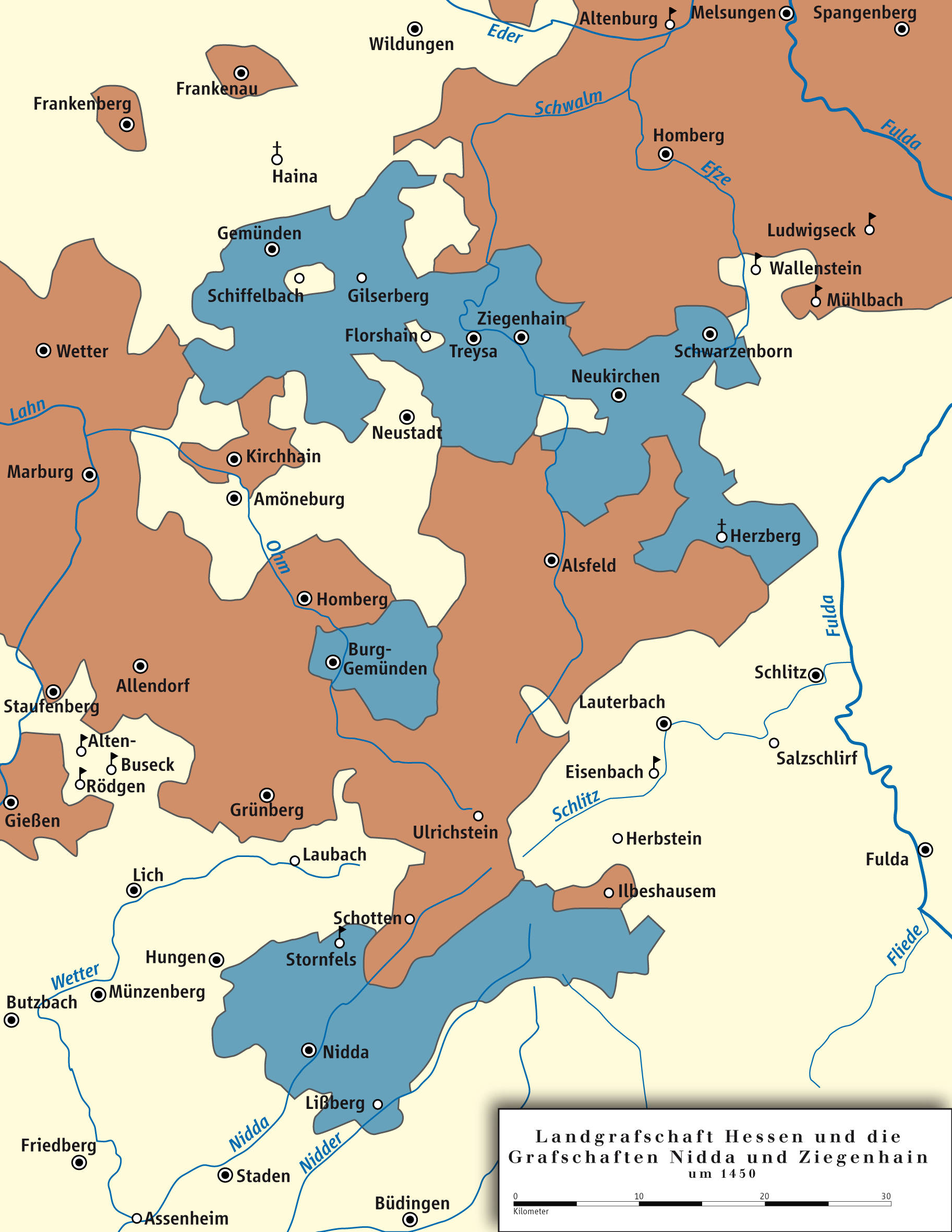
Landgraafschap Hessen rond 1450; Opper-Hessen ligt ten zuiden van het graafschap Ziegenhain

Het begrip Opper-Hessen ontstond in de middeleeuwen toen het landgraafschap Hessen van elkaar gescheiden werd door het landgraafschap Ziegenhain tot 1450. Men sprak toen van Opper-Hessen en Neder-Hessen. Na de dood van landgraaf Filips I werd Hessen verdeeld. Opper-Hessen kwam te liggen in het nieuwe landgraafschap Hessen-Marburg. Na de dood van landgraaf Lodewijk IV werd het gebied verdeeld tussen Hessen-Kassel (het noordelijke gedeelte met Marburg) en Hessen-Darmstadt (het zuidelijke gedeelte met Gießen). 